# Francisco Godia-Sales
Francisco Godia Sales, beter bekend als Paco Godia (Barcelona, 21 maart 1921 – Barcelona, 28 november 1990) was een Formule 1-coureur uit Spanje. Hij reed in 1951, 1954 en van 1956 tot 1958 14 Grands Prix voor de teams Scuderia Milano en Maserati.